# Jon Bass
Jon Bass, född 22 september 1989 i Texas, är en amerikansk skådespelare.
Bass har bland annat medverkat i TV-serierna Miracle Workers (2019-2021) och She-Hulk: Attorney at Law från 2022. Han har även medverkat i filmen Baywatch från 2017.

## Filmografi (i urval)
- 2017 – Baywatch
- 2019–2021 – Miracle Workers (TV-serie)
- 2022 – She-Hulk: Attorney at Law (TV-serie)